# Soquete G1

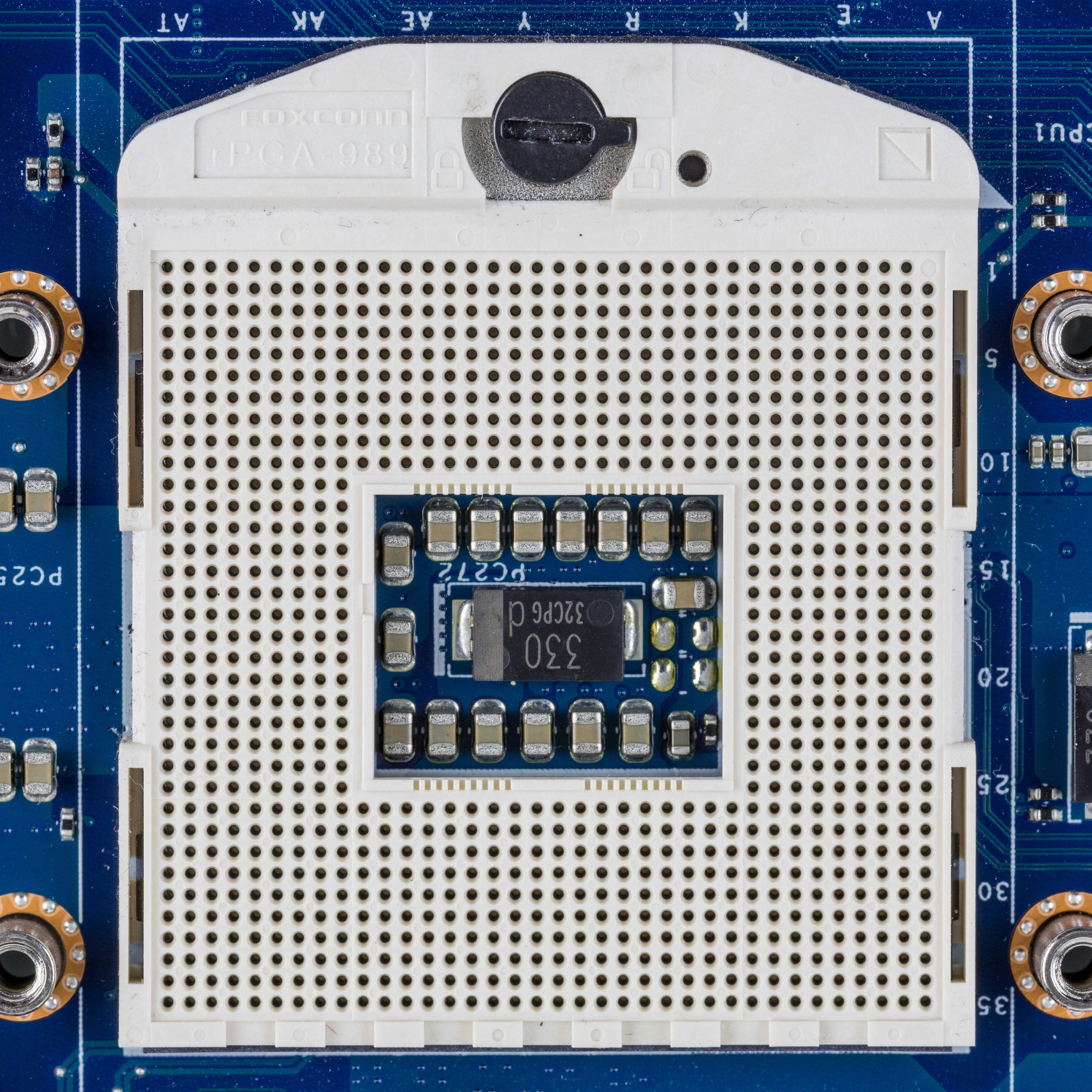
Exemplo do soquete PGA.

Soquete G1, também conhecido como rPGA988A, é um soquete introduzido em setembro de 2009 compatível com microprocessadores móveis Intel Core i3, Core i5, Core i7 da arquitetura Nehalem e alguns da família Pentium e Celeron, todos processadores de 45 ou 32 nm. Possui 988 entradas para pinos, suporta memória 
DDR3 de até 1333 Mhz e um barramento frontal de 2,5 ou 4,8 GT/s. Sua máxima voltagem suportada é de 5 V.